# Oberkulm
Oberkulm é uma comuna da Suíça, no Cantão Argóvia, com cerca de 2.346 habitantes. Estende-se por uma área de 9,41 km², de densidade populacional de 249 hab/km². Confina com as seguintes comunas: Dürrenäsch, Gontenschwil, Schlossrued, Schmiedrued, Unterkulm, Zetzwil.
A língua oficial nesta comuna é o Alemão.